# Ruesca
Ruesca település Spanyolországban,  Zaragoza tartományban. Ruesca Orera, Codos, Miedes de Aragón és Mara községekkel határos. Lakosainak száma 66 fő (2024).

## Népesség
A település népessége az utóbbi években az alábbiak szerint változott:
| Lakosok száma | 89   | 86   | 82   | 80   | 75   | 73   | 72   | 78   | 69   | 66   |
|               | 2001 | 2004 | 2007 | 2009 | 2012 | 2014 | 2017 | 2019 | 2022 | 2024 |